# Brithodes bathisalis
Brithodes bathisalis är en fjärilsart som beskrevs av Walker 1859. Brithodes bathisalis ingår i släktet Brithodes och familjen nattflyn. Inga underarter finns listade i Catalogue of Life.